# Rio Făureni
O Rio Făureni é um rio da Romênia, afluente do Borşa, localizado no distrito de Cluj.